# Världarnas krig
För andra betydelser, se Världarnas krig (olika betydelser).
Världarnas krig (engelska: The War of the Worlds) är en science fiction-roman från 1898 av H.G. Wells.

## Handling

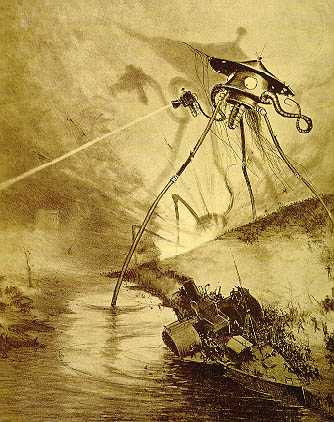
Tripoder (utomjordingar) i en målning.

En filosof är huvudperson och berättar att det plötsligt börjar komma meteoriter från Mars som landar på den engelska landsbygden. Meteoriterna är inte av sten, utan av metall, och de är dessutom ihåliga. Till slut visar det sig att meteoriterna innehåller marsvarelser. Jordmänniskorna gör fredliga trevande närmanden, men marsvarelsernas avsikter visar sig inte vara fredliga. De börjar skjuta med sina vapen, som är mycket bättre än de dåvarande brittiska. De har en värmestråle som kan skjuta sönder allt och en gas som dödar allt.
Huvudpersonen berättar att planeten Mars började bli obeboelig för de bläckfiskliknande varelser som levde där, så att de började se sig om i solsystemet för en ny planet att bosätta sig på. De väljer jorden och är inte villiga att dela den med någon. Ett förtvivlat försvar sätts upp av jordmänniskorna, men det militära motståndet biter inte på utomjordingarna.

## Tolkningar

### Radio
Boken har även bearbetats till radiodrama. En bearbetning med manus av Howard Koch och i regi av Orson Welles sändes i amerikansk radio den 30 oktober 1938 och fick stor ryktbarhet då den var så verklighetstrogen att hundratusentals amerikaner, trots information före, under och efter sändningen, blev övertygade om att det var verkliga händelser som skildrades. En man var beredd att skjuta sina döttrar så att inte marsianerna skulle få lägga vantarna på dem, och många ringde sina vänner och varnade dem för det utomjordiska anfallet så att även dessa vänner flydde från städer för att rädda sig.
Dramat har omarbetats och återsänts flera gånger och även då vid vissa tillfällen orsakat panik. Det finns utgivet på CD.

### Film
Boken har filmatiserats ett flertal gånger, bland annat Världarnas krig (1953) regisserad av Byron Haskin och tre gånger 2005 bland annat Steven Spielbergs, se Världarnas krig (2005).

### Musikal
Det finns även tolkning i form av en rockmusikal och ett konceptalbum – 1976 släppte Jeff Wayne dubbelalbumet The War of the Worlds med bland annat Richard Burton i en av rollerna.